# 森山茂
森山 茂（もりやま しげる、天保13年9月25日（1842年10月28日） - 大正8年（1919年）2月26日）は、日本の外交官、政治家。外交官の時には朝鮮との外交交渉に携わり、退官後は元老院議官、富山県知事、貴族院議員などを務めた。錦鶏間祗候。

## 経歴
天保13年（1842年）9月、大和国式下郡八尾村常盤町（現在奈良県磯城郡田原本町八尾）に萱野恒次の長男として生まれ、後に森山家を継いだ。
明治維新後に兵庫裁判所に出仕。明治2年（1869年）4月に外国官書記となり、同年7月の外務省創立により外務少録に任じられた。同年12月に日朝事情の調査のため従来の日朝外交を所管していた対馬藩と釜山に出張した。明治3年（1870年）4月に外務権大録となり、同年10月に外務権少丞の吉岡弘毅の随行で朝鮮国に派遣され修交を求めたが、朝鮮側の倭学訓導・安東晙に対馬藩吏以外との会見を拒否されたため、明治4年（1871年）11月に一旦帰国した。翌明治5年（1872年）1月、廃藩置県により対馬藩主から外務大丞となった宗重正名で、外交権限が対馬藩から外務省に移管された旨の文書を携えて再び朝鮮国と交渉したが、不調に終わった。その後、外務大録、外務少記と昇進。明治6年（1873年）12月の朝鮮国で排外論を唱える大院君の引退、明治7年（1874年）4月の訓導・安東晙の刑死を受けて、同年5月に再び朝鮮国へ派遣され、訓導・玄昔運などと日朝新関係成立について協議した。翌2月に正式代表として平壌へ赴き、饗亭を受けることになったが、森山たちは洋式礼服着用を主張し朝鮮側と激しく対立した。明治7年12月に外務少丞、明治8年（1875年）12月に外務権大丞となり、日朝修好条規締結交渉を行う黒田清隆の随員となった。明治10年（1877年）4月、退官。
その後、元老院権大書記官・大書記官を務め、明治20年（1887年）12月から元老院議官、同23年（1890年）7月から2年間、富山県知事を歴任した。明治27年（1894年）4月18日から大正8年（1919年）2月の死去までの約25年間貴族院議員（勅選）を務めた。1899年（明治32年）12月25日、錦鶏間祗候を仰せ付けられた。位階は従三位勲二等。
大正8年（1919年）2月に逝去。享年78。

## 栄典
位階
- 1886年（明治19年）11月16日 - 正五位[7]
- 1894年（明治27年）12月28日 - 正四位[8]

勲章等
- 1888年（明治21年）5月29日 - 勲四等旭日小綬章[9]
- 1889年（明治22年）11月25日 - 大日本帝国憲法発布記念章[10]
- 1890年（明治23年）6月30日 - 勲三等瑞宝章[11]
- 1916年（大正5年）4月1日 - 勲二等瑞宝章[12]

## エピソード
- 幕末期の慶応3年（1867年）、幕府図書頭の平山敬忠の示唆で、鬱陵島（ウルルン島）の開拓を志したが、明治維新を迎えたため、断念したという。
- 明治8年（1875年）森山理事官は「軍艦を発遣し、対州（対馬）近海を測量せしめ、以て朝鮮国の内訌に乗じ、以て我応接の声援を為さんことを請うの議」という強硬な意見を寺島外務卿に提出した[13]。

## 親族
- 実父・萱野恒次 - 儒学者。奈良県八尾村常磐町（現・田原本町八尾）で私塾を開いていた。[14][15]
- 養父・森山藤次[14]
- 妻・しず - 渡辺資政（阿部野神社・座摩神社社司）の二女[16][17]
- 長男 森山松之助 - 建築家、台湾総督府営繕課で活躍した。
- 長女あい - 高山紀齋の妻[14]
- 実妹 豊子　萱野恒次の三女。五代友厚の後妻となり、友厚の活躍を交友関係・経済面等において支え続けた。[15]